# Institut du tourisme brésilien
 (octobre 2016).
 (janvier 2021).
 (janvier 2021).
Si vous disposez d'ouvrages ou d'articles de référence ou si vous connaissez des sites web de qualité traitant du thème abordé ici, merci de compléter l'article en donnant les références utiles à sa vérifiabilité et en les liant à la section « Notes et références ».
Depuis 2003, l’Embratur (Institut du tourisme brésilien), organisation fédérale liée au ministère du Tourisme, travaille principalement sur la promotion, le marketing et le soutien à la commercialisation de services, de produits et de destinations touristiques du Brésil à l'étranger.
Ses anciennes attributions, qui concernaient le développement, la normalisation et la réglementation du tourisme au Brésil, sont actuellement centrées au secrétariat national de Politiques touristiques du ministère du Tourisme.
Toutes les actions de l’Embratur sont orientées par le Plano Aquarela - Marketing Touristique International, qui est une étude lancée en 2005 en orientant les stratégies et en définissant les marchés prioritaires d’évaluation en se fondant sur des critères comme la quantité actuelle de touristes que ces pays émettent et les revenus qu’ils laissent au Brésil, l’accessibilité aérienne, maritime ou terrestre, les opportunités de croissance, les affinités culturelles, etc.
Dans chacun de ces pays prioritaires, l’Embratur travaille ensemble avec les tours opérateurs et les agents de voyages pour que des forfaits touristiques plus diversifiés soient offerts. Elle maintient aussi une forte proximité avec la presse, réalise la promotion de campagnes publicitaires et soutient la captation d’événements internationaux pour le Brésil, parmi d’autres actions.
La cible de la promotion touristique du Brésil à l’étranger est la diversité culturelle et naturelle du Pays et toutes les actions sont définies à travers cinq grands segments (Soleil et Plage ; Culture ; Sports ; Écotourisme et aventure ; Affaires, Événements et Incentives).
Les objectifs de l’Embratur sont : apporter plus de touristes, faire en sorte qu’ils restent plus de temps au Brésil, qu’ils voyagent par plusieurs villes et qu’ils dépensent davantage pendant leurs séjours - en contribuant pour le développement économique, social et régional du Pays.

## Le Plano Aquarela
Élaboré en 2005, sous la coordination du Ministère du Tourisme, par le biais de l’Embratur (Institut Brésilien du Tourisme), par l’entreprise de conseil international en tourisme Chias Marketing, le Plano Aquarela (plan aquarelle) est le résultat de recherches réalisées dans plusieurs pays.
Le planning a été développé à partir de rencontres avec des agents directement dans le secteur : des professionnels et des clients (touristes). Actualisé régulièrement, le Plano défini les directions pour les actions de promotion, de marketing et de soutien à la commercialisation de destinations, produits et services touristiques brésiliens et soutient aussi les actions développées.
Des recherches définies par l’Embratur, pour l’élaboration et l’actualisation du Plano Aquarela, révèlent que la nature et la joie du peuple brésilien représentent ce que le Pays possède de plus positif selon le regard des étrangers : 86 % d’entre eux ont déclaré avoir l’intention de revenir et 99 % recommandent la destination à d’autres personnes.
Le Plano Aquarela défini la promotion du Brésil à l’étranger à travers cinq grands segments : Soleil et Plage ; Culture ; Sports ; Écotourisme et aventure ; Affaires, Événements et Incentives

## Stratégie et résultats
Le concept stratégique du Plano Aquarela se base sous la construction d’une image du Brésil comme étant une destination touristique moderne, avec crédibilité, heureux, jeune, hospitalier, capable de proportionner des loisirs de qualité, de bonnes opportunités d’affaires, des événements et des incentives et être internationalement compétitif. La diversité culturelle, naturelle, ethnique et sociale brésilienne est intégré au programme de promotion et de marketing. 
La deuxième phase du Plano Aquarela qui montre les objectifs pour la période 2007-2010, possède comme objectif celui de faire en sorte que le Brésil soit des grands pays du tourisme mondial et consolider la position de première destination d’Amérique du Sud. Pour cela, l’objectif de tout le travail est dirigé vers les principaux marchés mondiaux, avec des programmes qui concernent, en accord avec les spécificités de chaque pays, plusieurs actions.
Pendant les quatre années d’application du Plano (2005/2008), il y a eu une évolution positive sur le nombre de touristes, sur les apports de revenus, sur l’augmentation du temps de séjour et sur la diversification des destinations visitées par les étrangers.
L’insertion du segment d’Affaires, Événements et Incentives, en tant qu’une des stratégies principales de promotion touristique du Pays a aussi fortement contribué avec la croissance du secteur en plaçant le Brésil parmi les 10 destinations qui ont le plus reçu des événements internationaux dans le monde : entre 2003 et 2008, le Brésil est passé de la 19e à la 7e position sur le classement de la ICCA (International Congress and Convention Association), qui est la principale entité mondiale du secteur.

## La marqueBrésil
La Marque Brésil représente l’image du tourisme brésilien et des principaux attributs d’exportation du pays à l’étranger. Le symbole, qui est la logomarque officielle de la promotion du Brésil, a été inséré dans tout le programme de promotion, de divulgation et de soutien à la commercialisation de produits, services et destinations touristiques brésiliens sur le marché international. 
La marque est enregistrée et gérée par l’Embratur, responsable pour l’autorisation de son utilisation, à partir de règles préétablies sur le manuel d’application.
La création a été réalisée à partir d’un concours national, réalisé en partenariat entre l’Embratur et l'ADG (Association de designers graphiques), ainsi qu'avec la participation du Ministère du Développement, de l’Industrie et du Commerce Extérieur (MDIC). Il a été remporté par le designer Kiko Farkas, de la  Máquina Estúdio.
Multicolore et sinueuse, la Marque Brésil a été créée à partir des indicateurs des recherches utilisées pour la création du Plano Aquarela : le vert est associé aux forêts ; le bleu, au ciel et à l'eau ; le jaune, au soleil et à la lumière ; le rouge et l’orange, aux fêtes populaires ; et le blanc, aux manifestations religieuses et à la paix. 
En accord avec la Recherche Touriste Actuel, réalisé en 2009, dans 10 aéroports brésiliens avec des touristes étrangers en provenance de 27 pays la reconnaissance directe de la Marque Brésil est passé de 11 % en 2006 à 20 % en 2009. Depuis sa création, à peu près 1 600 entreprises de plus de 20 pays ont déjà demandé à pouvoir utiliser la marque sur leurs matériaux promotionnel. Des entreprises touristiques comme la CVC et des compagnies aériennes comme la Varig et la TAM, utilisent la Marque Brésil et des entreprises comme la Grendene, Nestlé, Rosa Chá, Penalty et Mate Leão utilisent la Marque Brésil sur leurs produits pour l’exportation.
La marque fait partie de la campagne We do it different, réalisée par la Apex-Brasil pour montrer les différentiels des produits brésiliens, pendant la Coupe du Monde d’Allemagne en 2006. Pendant cette même année, le symbole a subi une grande exposition internationale en faisant partie du défilé de l’école de samba Portela, qui a chanté à la Sapucaí le samba-enredo (nom de la chanson choisie) Brasil, marca a tua cara e mostra para o mundo (« Brésil, marque ton visage et montre-le au monde »), qui a retracé l’histoire du peuple brésilien.
En 2018, L'Embratur nomme Ronaldinho ambassadeur du tourisme brésilien.
En février 2020, l'institut commet une erreur en mettant en avant la violence du brésil dans une publication (supprimée depuis).